# The Best of Men
The Best of Men è un film televisivo del 2012 basato su fatti realmente accaduti, che descrive il lavoro pionieristico del dottor Ludwig Guttmann con pazienti paraplegici allo Stoke Mandeville Hospital, di Stoke Mandeville, che lo portarono alla fondazione dei Giochi paralimpici. I due attori protagonisti sono Eddie Marsan e Rob Brydon. Il film ha vinto il premio del pubblico per la miglior narrazione al 34º Philadelphia Jewish Film Festival.